# 片山純男
片山 純男（かたやま すみお、1930年3月7日 - 1998年10月10日）は、日本の経営者、農学博士。雪印乳業社長を務めた。兵庫県神戸市出身。

## 経歴
1953年に東京大学農学部農芸化学科を卒業し、同年に雪印乳業に入社。1983年6月に取締役に就任し、1985年6月に常務、1988年7月に専務を経て、1990年6月に副社長に就任し、1993年6月に社長に昇格。1997年6月に副会長を経て、1994年5月に会長に就任。
1998年10月10日呼吸不全のために死去。68歳没。